# Klotbergarter

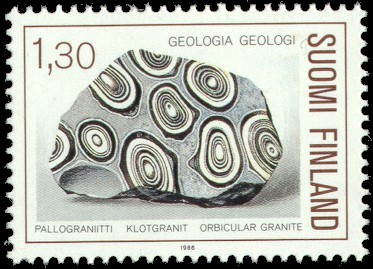
Klotgranit på finländskt frimärke från 1986.

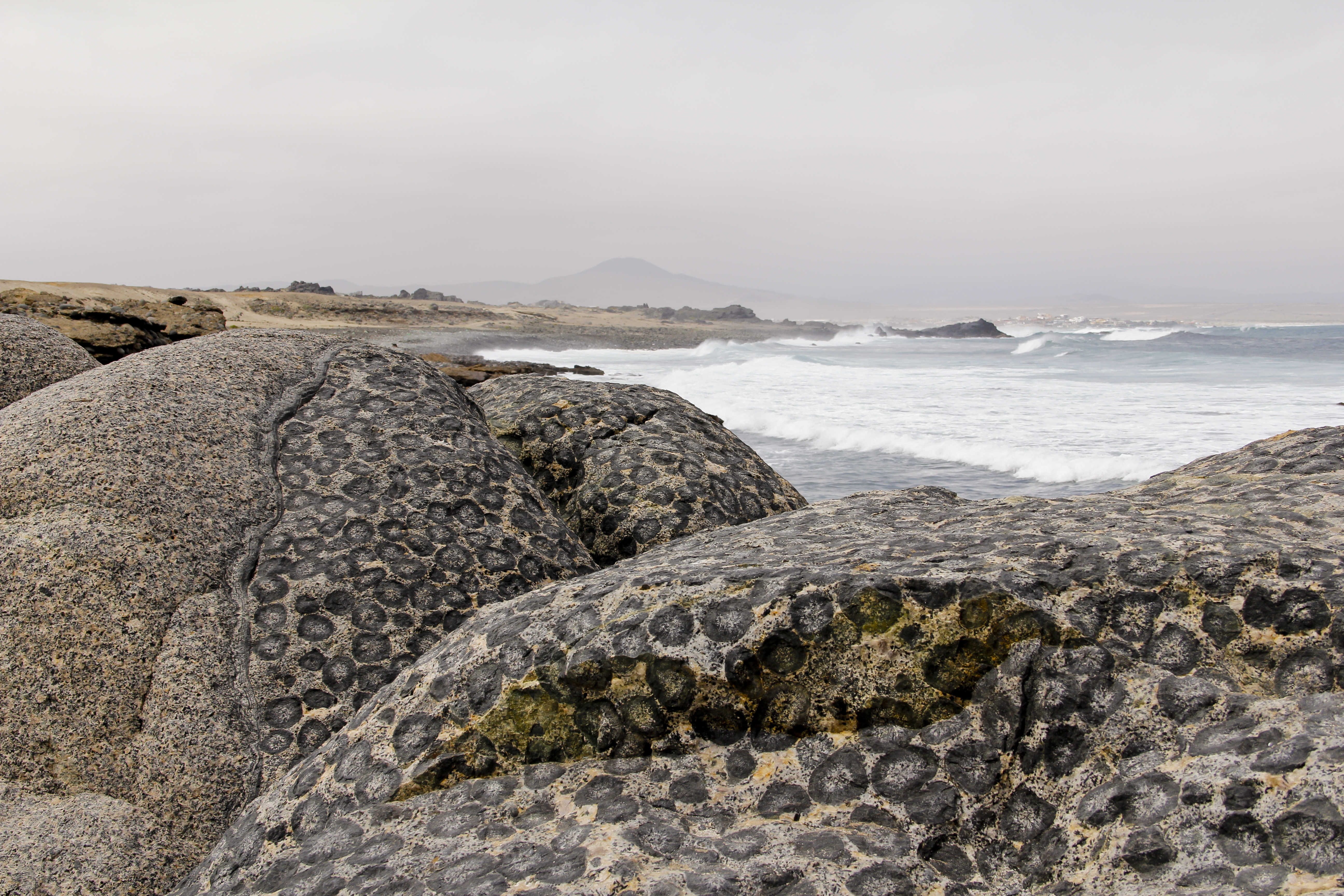
Klotbergart norr om Caldera i norra Chile.

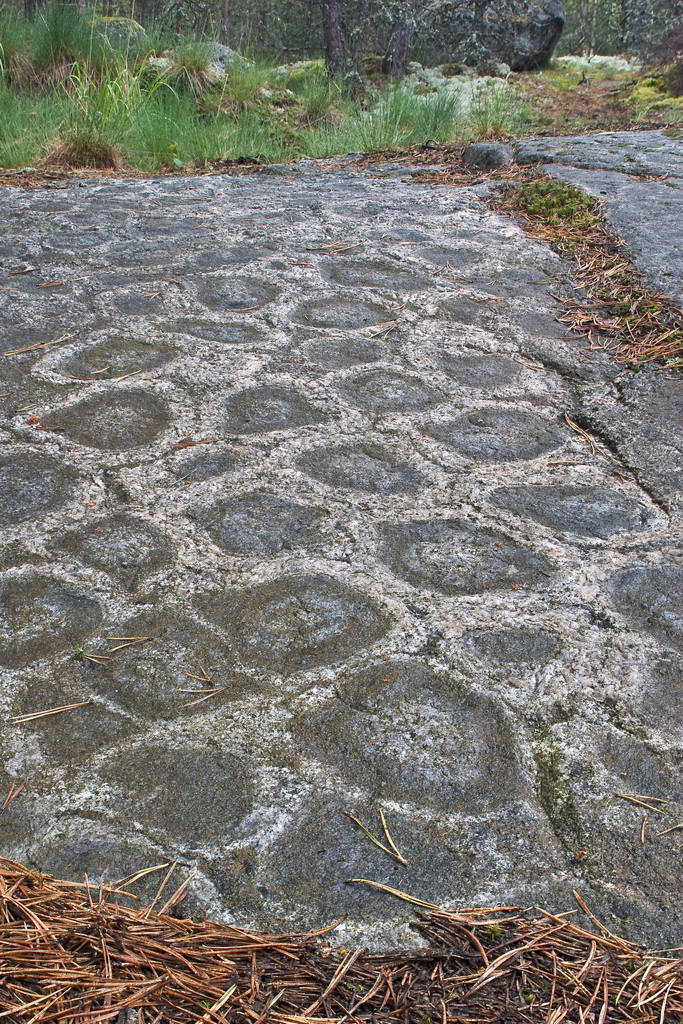
Klotbergart i Noux i Esbo, Finland.

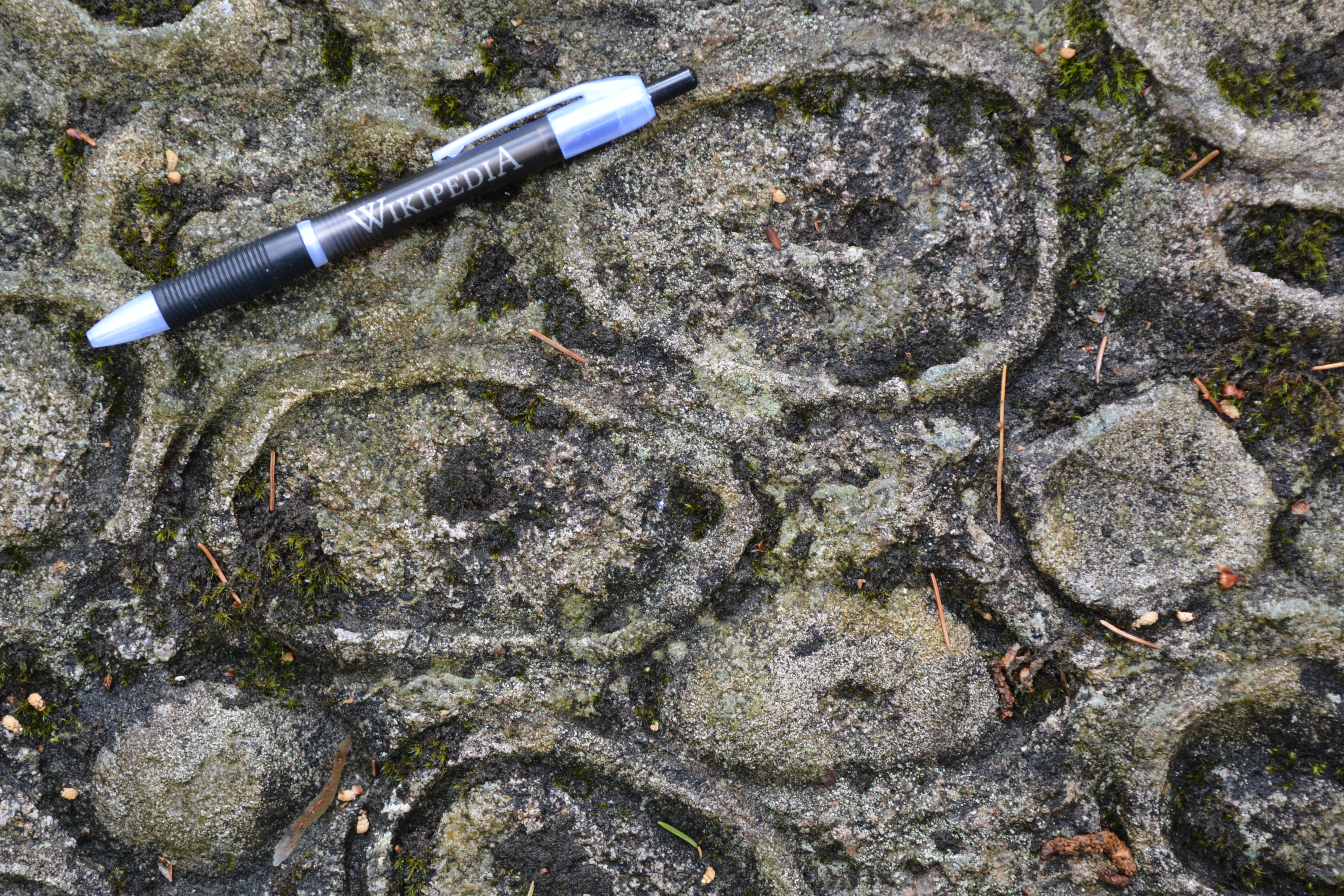
Klipphäll i Slättemossa i Sverige med penna som måttstock.

Klotbergarter, ofta kallade ögondiorit, klotgranit och orbikulär granit (efter latinska "orbis" = cirkulär), är sällsynt förekommande djupbergarter, vilka innehåller sfäriska  former av stelnad magma. Dessa avviker från den omgivande stenen till vilken de är så starkt bundna, att de inte – eller endast med stor svårighet – kan separeras från denna. Dessa "ögon" kan variera i storlek från några få centimeter  upp till 20 centimeter, i undantagsfall upp till 40 centimeter. Den mörkare magman har delats upp i droppar och omges av den ljusare magman. Ögonen består av olika lager av olika material i koncentriska ringar, som till exempel i den nyzeeländska ögondioriten från Kampea magnetit, glimmer, fältspat och kvarts.
Klotbergarter antas ha bildats genom förening av, men ej blandning av, två olika magmor. Exakt hur den bildats är inte klarlagt, men de består ofta av en sfärisk eller fyrkantig kärna antingen isolerad eller med en eller flera koncentriska skal. Kärnan är i princip plagioklasfältspat, ofta i en radiellt orienterad mosaik. Ögonen kan vara deformerade, eller till och med fragmenterade, vilket antyder en orolig omgivning i magman under bildningsperioden.
Klotbertarter är mycket sällsynt förekommande, och de enskilda förekomsterna är små i storlek. Förekomster har upptäckts på kanske ett hundratal platser runt om i världen, ofta i gränszoner mellan granit, gnejs och diorit. De är regelmässigt skyddade från exploatering, och förekomsterna har endast i undantagsfall exploaterats i mycket begränsad skala. Många av de klotbergartsprover, som finns i samlingar, kommer från flyttblock. En stor del av världens kända förekomster finns i mellersta och södra Finland.

## Skillnad mot rapakivi
En klotbergart har utseendemässigt likheter med – och kan sammanblandas med – rapakivi. Rapakivi är dock alltid en granit (med kalifältspat, plagioklas och minst 20 procent kvarts), medan klotbergarter kan ha olika slags sammansättning och ofta har en låg halt av kvarts. I klotbergarter är också den dominerande fältspaten plagioklas, medan huvudmineralet i rapakivi alltid är kalifältspat.

## Förekomster

### Finland

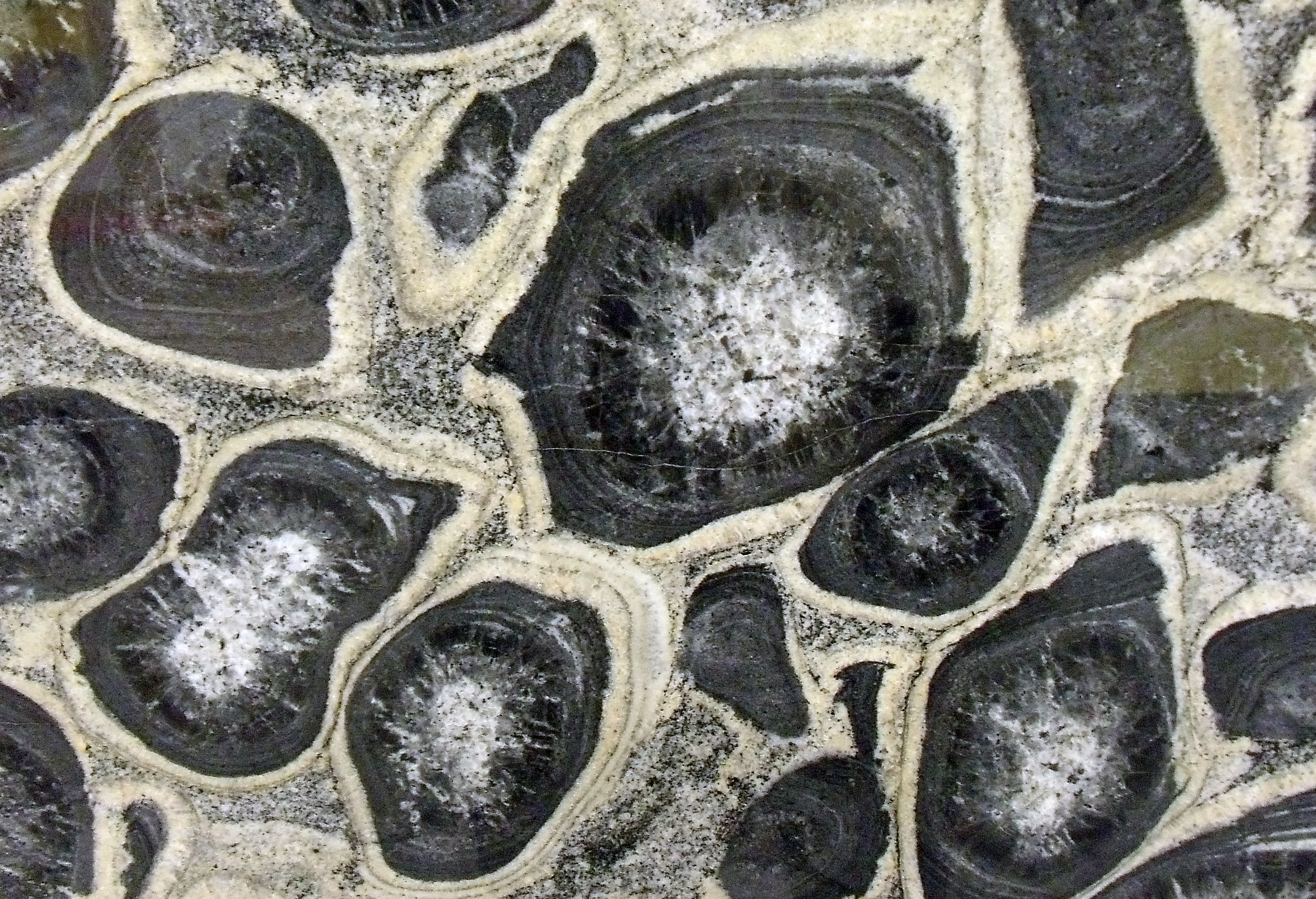
Klotgranit från Kuru, Finland

Exempel på lokaler är Virvik i Borgå kommun, en plats nära Nouxändan i Noux nationalpark och en lokal vid Pengonpohja i Kuru i Birkaland.
I Savitaipale i Södra Karelen finns också en förekomst på ungefär 50 x 20 meter, där det sker en begränsad brytning. Ögon i savitaipaleklotgraniten har en diameter på 15–18 centimeter.
Vid Kuohenmaa i Kangasala hittades 1915 ett berömt block med mycket vackert mönster och 1922 hittades några ytterligare block vid vägarbeten. Moderklyften har inte hittats trots ivriga försök. Denna klotgranit dokumenterades första gången av Jakob Johannes Sederholm 1928.

### Sverige
Klotbergartshällarna vid Slättemossa söder om Järnforsen är enda lokaliserade förekomsten av klotbergart i fast klyft i Sverige. Där har den senaste inlandsisen slipat ned berget så att tvärsnitt av granitbollarna har blivit synliga på två berghällar, som ligger 50 meter från varandra och var och en är mindre än 20 kvadratmeter. Detta gör att berget ser ut som att tusentals ögon stirrar på besökaren. Förekomsten publicerades av Nils Olof Holst och Fredrik Eichstädt 1844 samt Helge Bäckström 1894.
Flertalet fynd i Sverige är i form av flyttblock. I Kortfors sydväst om Nora påträffades 1891 ett större block av väl utbildad klotbergart, vars moderklyft ej är känd. Stenblocket finns numera på Granbergsdals hytta norr om Karlskoga. Ett flyttblock finns strax norr om Hammarbacken i Ludvika. Stycken av ögondiorit finns också att beskåda i Minneslunden på Järeda kyrkogård, i Virserums hembygdspark och i Evolutionsmuseet Paleontologi i Uppsala.

### Frankrike

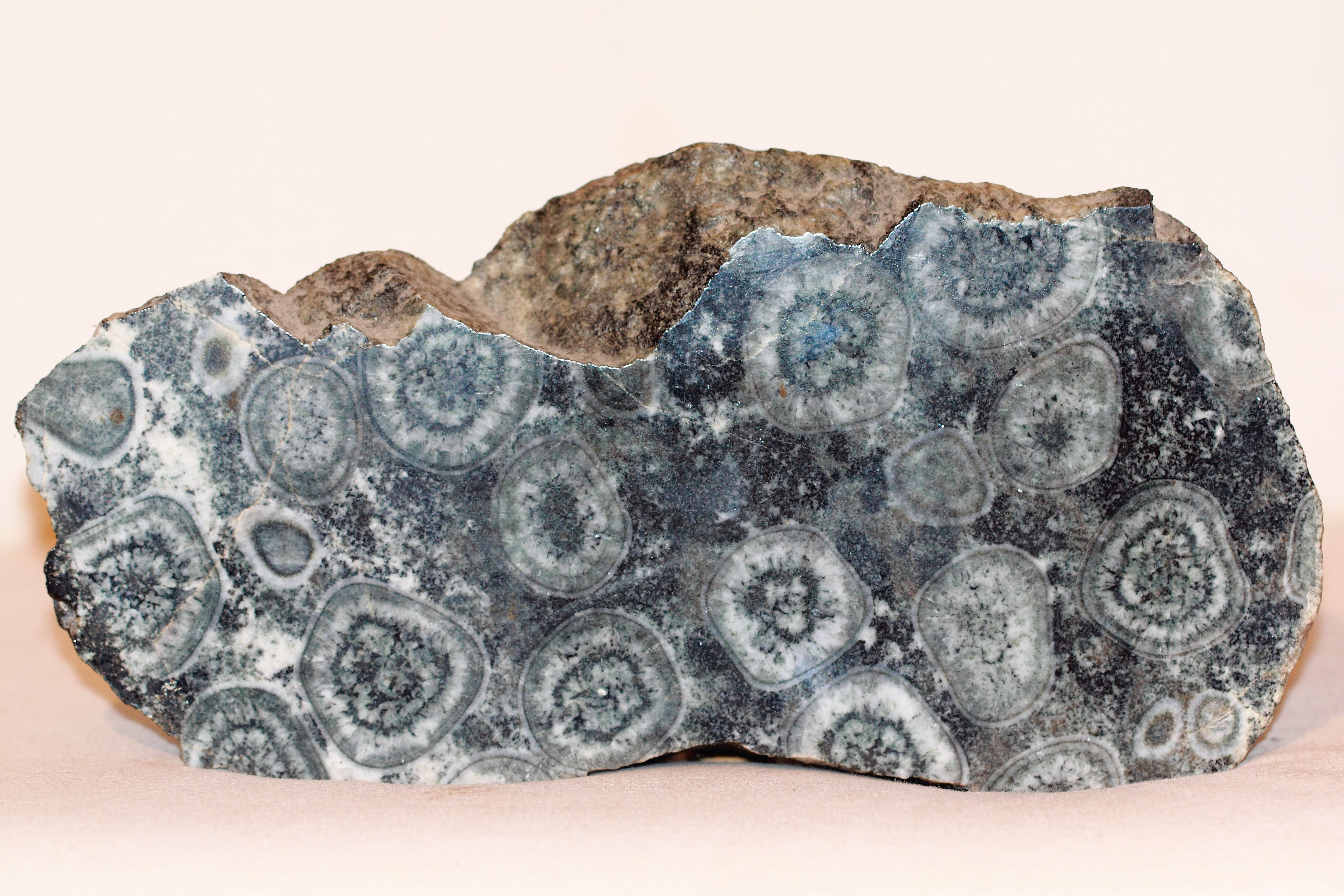
Napoleonit från Sainte-Lucie-de-Tallano på Korsika.

År 1785 upptäcktes ett stort block av klotbergart vid Sainte-Lucie-de-Tallano i Sartene på ön Korsika i Medelhavet, av vilket bitar skickades till Paris. Klotbergarter blev först allmänt känt som fenomen efter det att den franske artillerikaptenen M. Mathieu 1809 hittat moderklyften och rapporterat om sin upptäckt. Stenen därifrån kallas också för napoleonit eller korsit. Den har använts som ornamentssten i Napolens grav i Hôtel des Invalides i Paris och i Medicikapellet i Florens i Italien.

### Polen
I Polen upptäcktes i slutet av 1700-talet några små förekomster i Karkonosze (Riesengebirge), som publicerades 1802 av Leopold von Buch.

### Chile

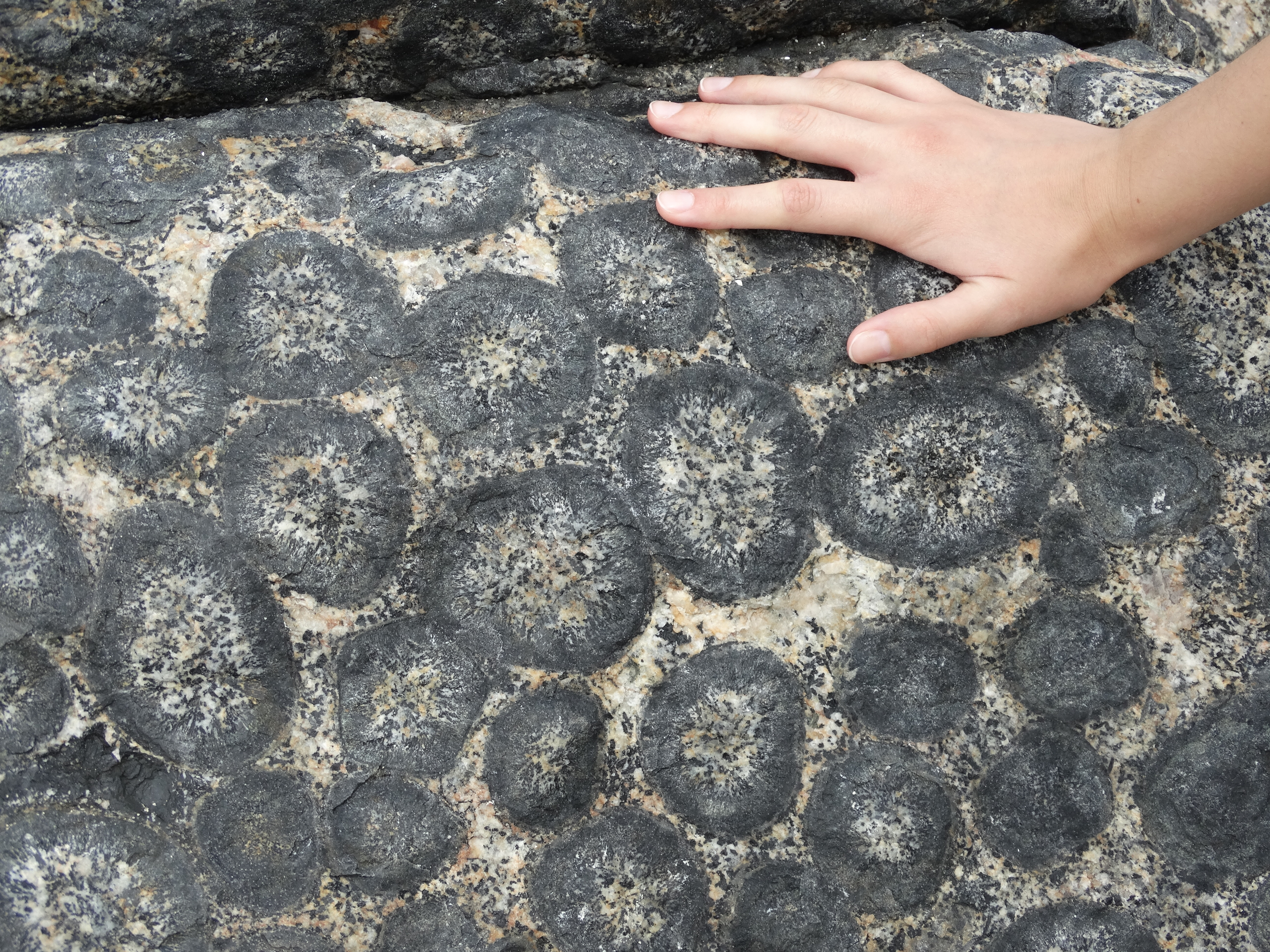
Orbikulärgranit i Caldera, Chile.

I Chile finns en förekomst elva kilometer norr om staden Caldera i Región de Atacama i norra Chile. Den finns över en yta på omkring 375 kvadratmeter och är ett naturskyddsområde ("sanctuario de la naturaleza").

### Sydafrika
Det finns två kända förekomster i Sydafrika, varav den mest kända finns i Orbicule koppie ("Wonderkoppie") strax väster om staden Concordia i Namaqualand i Norra Kapprovinsen.

### Zimbabwe
I Zimbabwe finns en förekomst en kilometer nedströms Diana's Pool i Matobo National Park, 70 kilometer sydost om Bulawayo.

### Australien

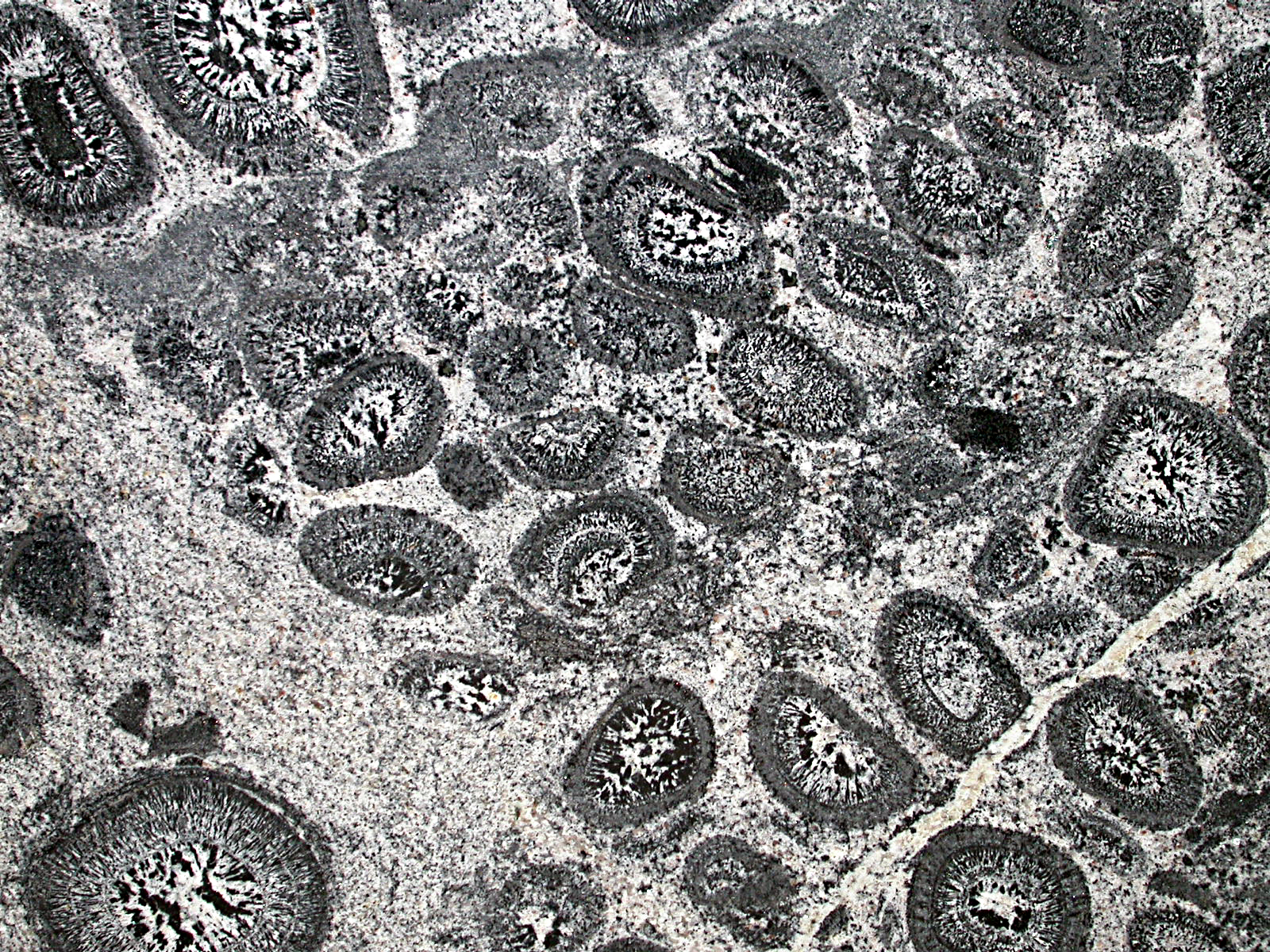
Klotbergart från Boogardie Station i Australien.

Australien har en förekomst i Boogardie Station 35 kilometer väster om Mount Magnet i Western Australia. Den är 40 meter bred och minst 55 meter lång och är 11,4 meter som djupast.

### Portugal
Portugal har en förekomst av klotgranit i Couto do Osso, Serra da Peneda i Parque Nacional da Peneda-Gerês.

### USA
Två platser med förekomster upptäcktes i Sandiabergen öster om Albuquerque, respektive Zunibergen sydväst om Grants, i New Mexico i USA i slutet av 1970-talet.
Det finns också en förekomst på 30 meter x 15 meter i ett område med granodiorit vid Lower Castle Creek i Sierra Nevada, på den östra delen av Sand Ridge, fem kilometer norr om Soda Springs.

### Nya Zeeland

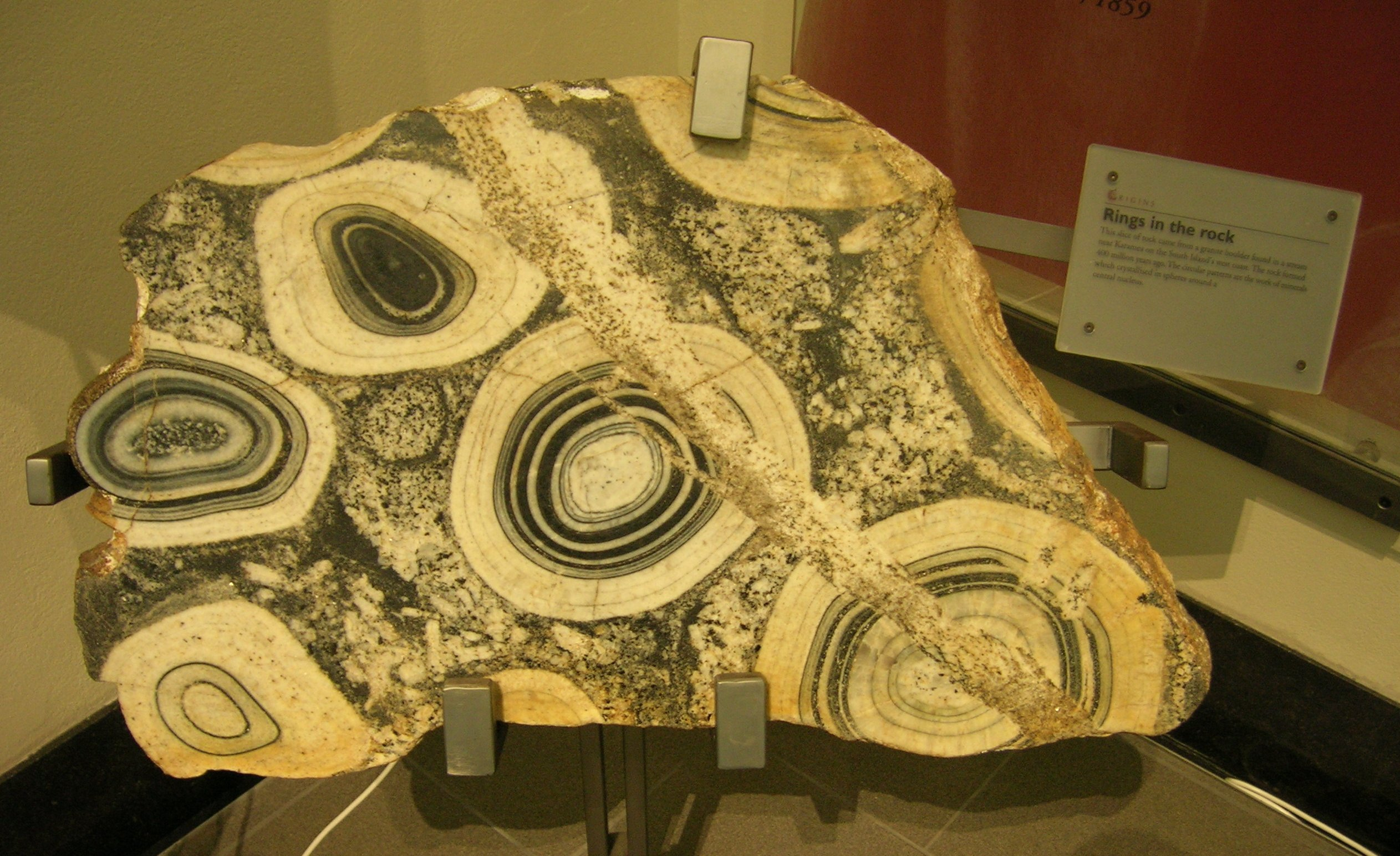
Klotbergart från flyttblock från Karamea i Nya Zeeland.

I Nya Zeeland hittades flyttblock av klotbergart på 1930- och 1940-talen i närheten av Karamea på Sydön, men inte moderklyften.

### Indien
Den enda kända förekomsten av klotgranit i Indien har gjorts i Dhauladhar Range, norr om Dharamsala i delstaten Himachal Pradesh.